# Arnaud (Haiti)
Arnaud (Haitianisch-Kreolisch Arno) ist eine Gemeinde im Département Nippes von Haiti.

## Geschichte
In dem Gebiet der heutigen Gemeinde Arnaud siedelten in der zweiten Hälfte des 18. Jahrhunderts Franzosen, die das fruchtbare Land kultivierten und bewirtschafteten. Wie andere Bereiche des Südwestens entwickelte sich die Gegend sowohl landwirtschaftlich als auch kommerziell rasch positiv. Zuckerrohrplantagen und -mühlen machten die gesamte Kolonie Saint-Domingue zunehmend wohlhabend.
Der Ort erhielt im Jahr 2002, in Vorbereitung auf die Gründung des Département Nippes (2003), den offiziellen Status einer der 144 Gemeinden Haitis. Zuvor war Arnoud einer der ländlichen Bezirke der Gemeinde Anse-à-Veau gewesen.

## Lage und Beschreibung
Neben dem Stadtzentrum Ville de Arnaud bestehen drei ländliche Gemeindebezirke:
- Baconnais-Barreau mit Billard, Déboire, Duverger und Préval,
- Baquet mit Brossard, Gros-Moulin, Mare-Goyave, Moinsa, Nougues und Vital sowie
- Arneau (Morcou) mit Baquet, Bassin-Bleu, La Hatte, Manda und Maurecourt.

Durch das Gebiet der Gemeinde Arnaud führen keine größeren Straßen. Anschluss an das Straßensystem Haitis besteht in Miragoâne (Route Nationale RN-2). Bis dorthin sind es in östlicher Richtung 42 Kilometer.
Der höchste Punkt der Gemeinde ist der Morne Déboire, der sich im Gemeindebezirk Baconnais-Barreau befindet und eine Höhe von 638 Metern über dem Meeresspiegel hat. Er überragt das umliegende Terrain um über 200 Meter.
Der örtliche Radiosender von Arnauld ist Radio PAM (Haitianisch-Kreolisch/französisch), der auch im Internet abrufbar ist.
Wichtigster Sakralbau ist die Kirche Sainte-Catherine d'Arnaud. Ihr angeschlossen ist die Bibliothek Micha Gaillard, die ein Leuchtturmprojekt ihrer Art im ländlichen Raum Haitis ist.